# Perissocytheridea formosana
Perissocytheridea formosana is een mosselkreeftjessoort uit de familie van de Cytherideidae. De wetenschappelijke naam van de soort is voor het eerst geldig gepubliceerd in 1984 door Hu.